# Иван Тричковски
Иван Тричковски (на македонска литературна норма: Иван Тричковски) е футболист от Северна Македония, който играе като полузащитник за АЕК Ларнака.

## Кариера

### Цървена звезда Белград
Тричковски се присъединява към сръбския Цървена звезда през януари 2008 г. срещу около 800 000 евро от Работнички. Изправя се срещу бъдещия си отбор АПОЕЛ в Купата на УЕФА 2008/09, докато играеше за Цървена звезда, и губи при драматично равенство 3:3 в Белград, което изхвърля „звездашите“ след късен изравнителен гол в 116-ата минута.

### АПОЕЛ
Тричковски прекарва сезон 2009/10 под наем в Еносис Паралимни, където вкарва 8 гола в 29 мача и привлича вниманието на шампиона на Кипър АПОЕЛ, който го подписва с тригодишна сделка през май 2010 г. Смята се, че трансферната сума е била около 300 000 евро. През декември 2010 г. белгийският клуб Локерен отправя официално предложение от 1,2 милиона евро за Тричковски, но АПОЕЛ го отхвърля. Тричковски става шампион в първия си сезон в АПОЕЛ. През следващия сезон той играе във всички мачове от Шампионската лига за 2011/12 с АПОЕЛ (от групова фаза до четвъртфинал) с изключение на един мач и вкарва един гол срещу Шахтьор Донецк на Донбас Арена на 28 септември 2011 г., като открива резултата в 61-ата минута, в мач от групова фаза, завършил с равенство 1:1. Тричковски играе и в триумфа на осминафиналите над Олимпик Лион.

### Клуб Брюж
През юни 2012 г. Тричковски преминава в белгийския Клуб Брюж срещу неразкрита сума, според слуховете около 1,2 милиона евро. На 20 юли 2013 г. преминава във Васланд-Беверен, под наем.

### AEK Ларнака
През 2016 г. Тричковски се присъединява към кипърския клуб АЕК Ларнака. На 1 август 2019 г. той вкарва четири гола при победата с 4:0 в София над българския Левски (София) във втори мач от квалификационния кръг на Лига Европа.

## Успехи
АПОЕЛ
- Кипърска първа дивизия: 2010/11
- Суперкупа на Кипър: 2011

Ал-Насър
- Президентска купа на ОАЕ: 2015
- Купа на лигата на ОАЕ: 2015

Легия Варшава
- Екстракласа: 2015/16

АЕК Ларнака
- Купа на Кипър: 2018